# Жирарде, Жан
Жан Жирарде (фр. Jean Girardet; 13 ноября 1709, Люневиль — 28 сентября 1778, Нанси) — французский живописец портретного жанра и художник-монументалист.

## Биография
Жан Жирарде, сын придворного чиновника, был семинаристом, студентом юридического факультета университета, а затем кавалерийским офицером. Выбрав занятиe искусством, поступил в Академию живописи и скульптуры в Нанси, учился живописи под руководством Клода Шарля (1661—1747). Он выполнил несколько декоративных работ, а затем в 1738 году присоединился к герцогу Тосканы Франциску III во Флоренции, где завершил свое обучение.
Он работал в Коммерси (Лотарингия) по заказам герцогини Елизаветы Шарлотты Орлеанской до её смерти в 1744 году. После ещё одного пребывания во Флоренции он вернулся домой в 1748 году, чтобы поступить на службу в качестве придворного художника к Станиславу Лещинскому, герцогу Лотарингии и бывшему королю Польши. Его талант к портретной живописи принёс ему в 1758 году звание «ординарного художника короля Польши» (Peintre ordinaire du roi de Pologne). Жирарде писал портреты многих знатных лиц Лотарингии, включая несколько портретов Лещинского.
Жан Жирарде преуспел в больших декоративных и религиозных фресках; работал в нескольких церквях в Люневиле, Шантехе, Коммерси, Вердене и Меце, а также в Тульском соборе (Соборe Святого Стефана в городе Туль (департамент Мёрт и Мозель), где он создал фреску с образом «Святейшего Сердца» (лат. Sacratissimum Cor Jesu).
Многие из его небольших работ не сохранились. Жирарде также занимался росписью здания ратуши города Нанси, строительство которой велось с 1752 по 1755 год. Среди прочего Жирарде написал большую фреску плафона, изображающую Станислава Лещинского в образе Феба, бога Солнечного света.
В отсутствие местной художественной академии Жирарде брал учеников в свою мастерскую. Так образовалась «школа Жана Жирарде» в Люневиле, в которой обучалось около ста сорока начинающих художников.
В 1758 году Жану Жирарде было присвоено звание «Первого художника» (Premier peintre). В 1766 году, после смерти Станислава, королева Франции Мария Лещинская, единственная выжившая дочь Станислава, взяла художника к себе на службу. Он оставался в Версале в течение короткого времени после её смерти в 1768 году, затем вернулся в Нанси, где и умер в своем доме на улице Сен-Жан десять лет спустя. Похоронен на кладбище церкви Сен-Себастьян в Нанси. В его честь названа улица в Люневиле.

## Галерея

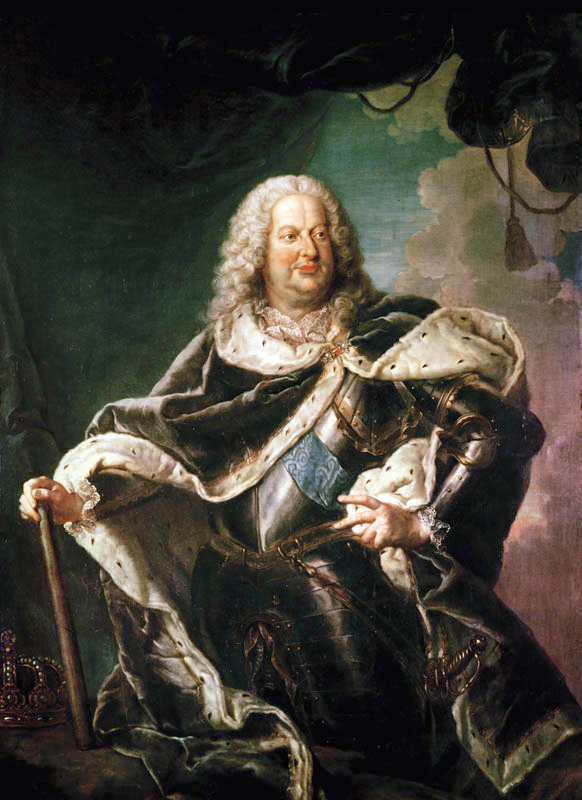
Портрет Станислава Лещинского. Ок. 1750. Холст, масло. Музей Лотарингии, Нанси
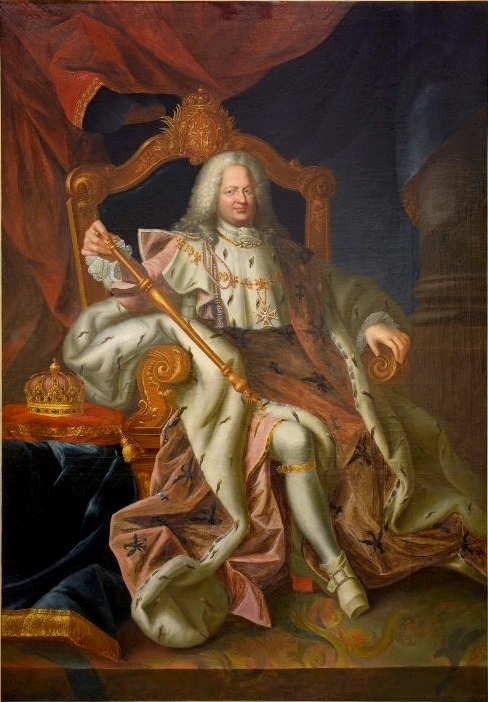
Портрет Станислава Лещинского в официальном костюме (атрибутируется). Между 1768 и 1769. Холст, масло. Музей изобразительного искусства, Нанси
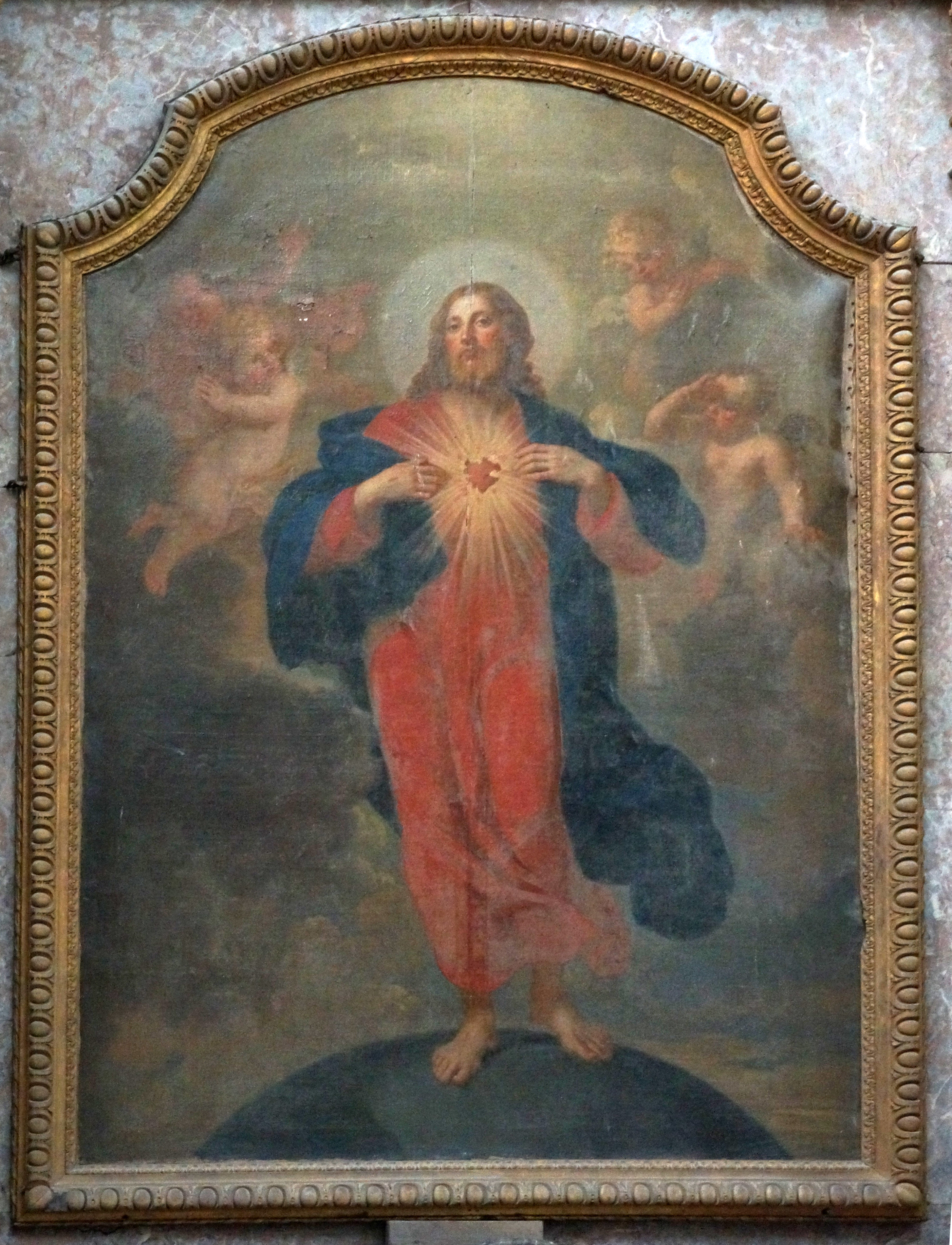
Святейшее Сердце Иисуса Христа. Фреска. Собор Святого Стефана, Туль
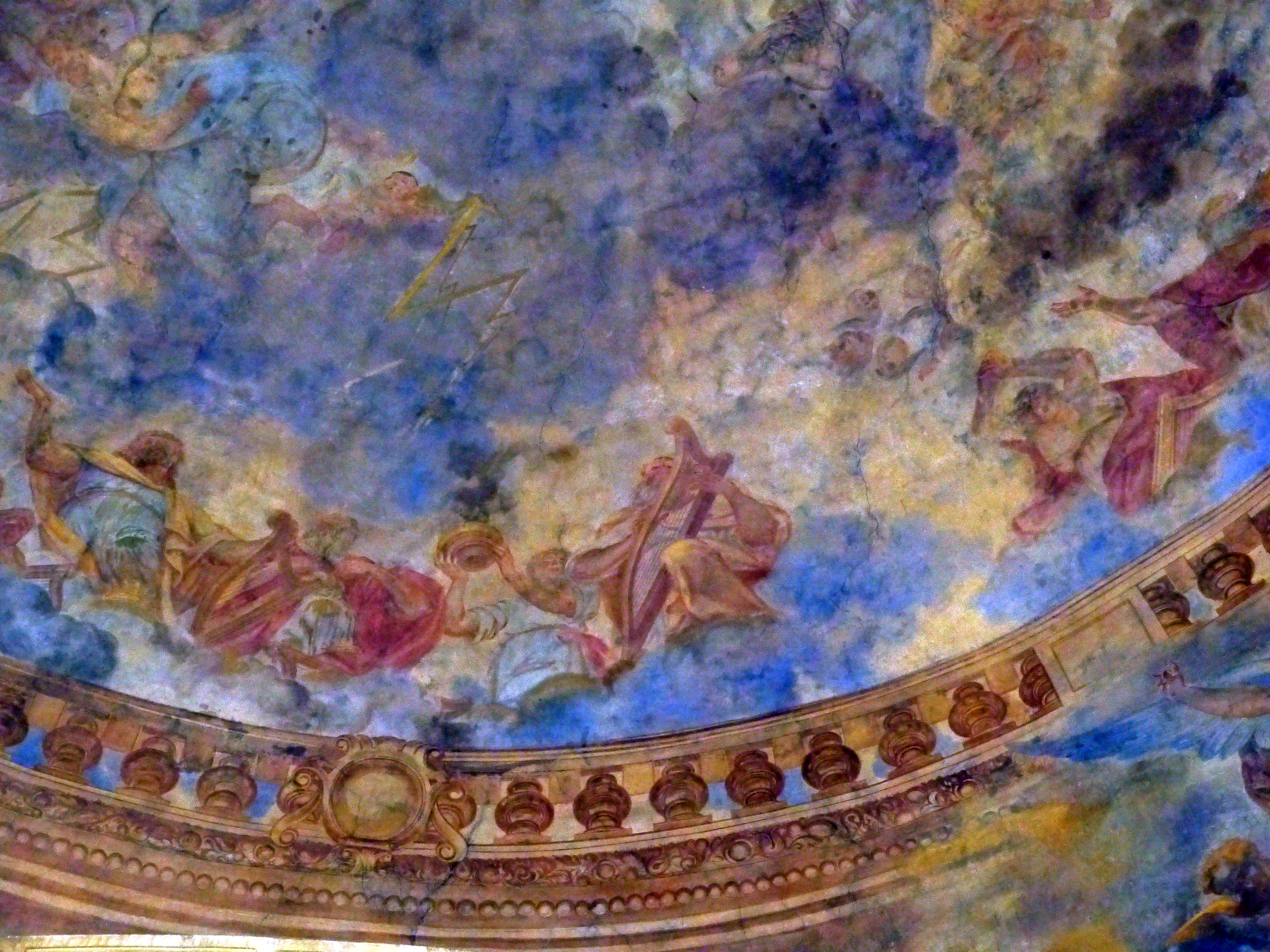
Остатки фрески конхи. Аббатство святой Глоссинды, Мец, Лотарингия
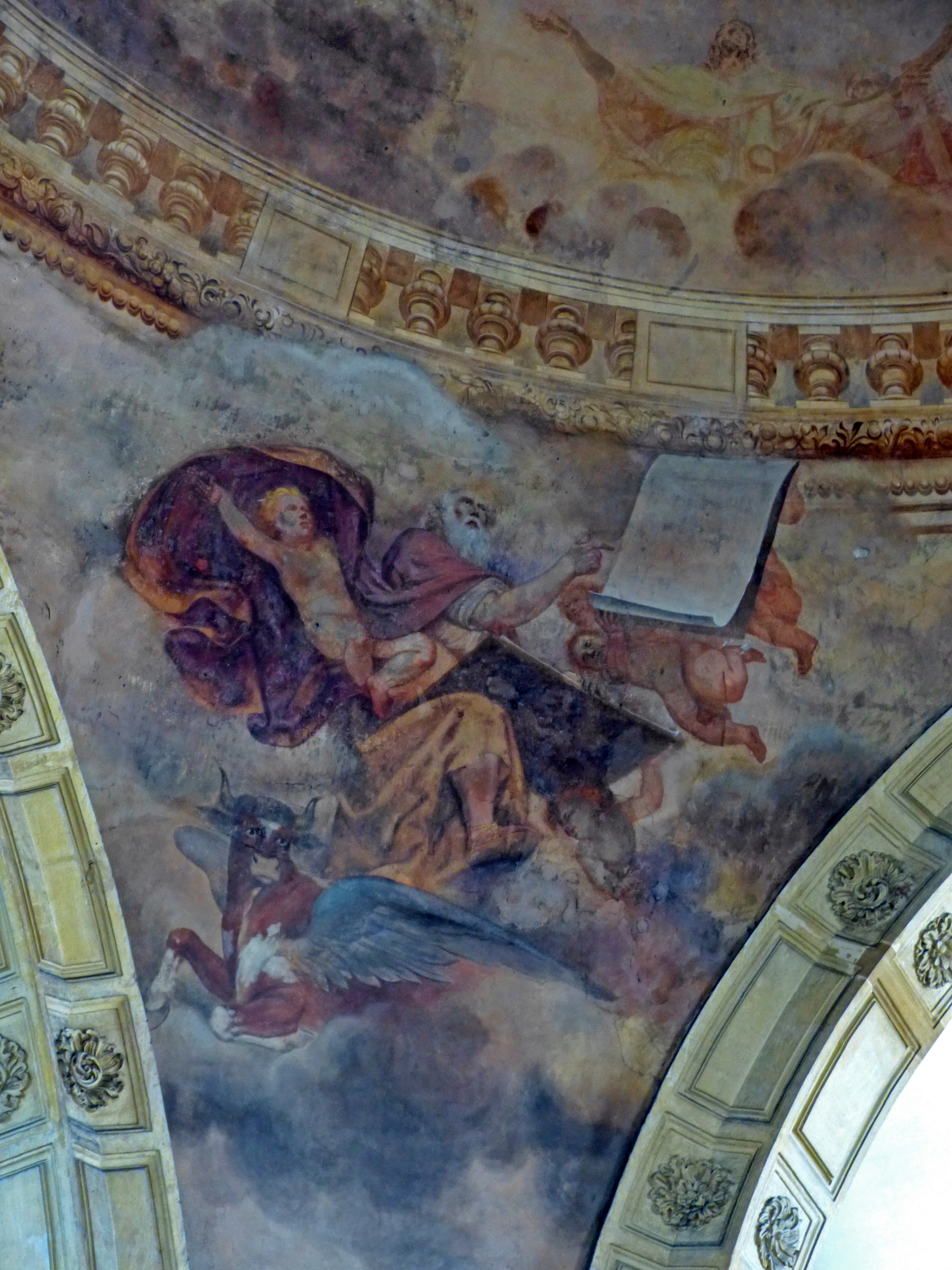
Святой Лука. Роспись пандатива
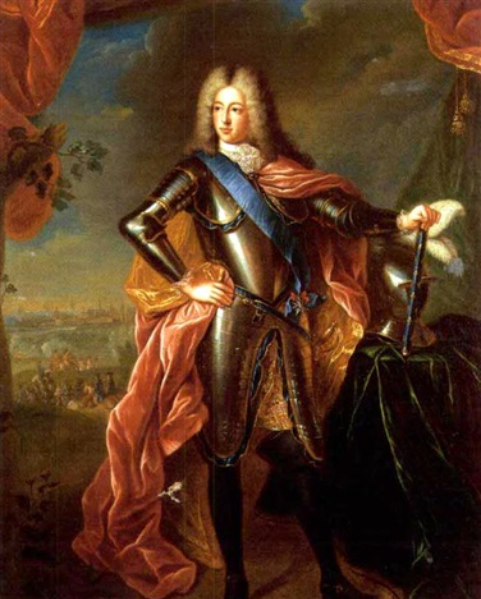
Луи Анри де Бурбон, принц де Конде (атрибутируется). Холст, масло. Частное собрание
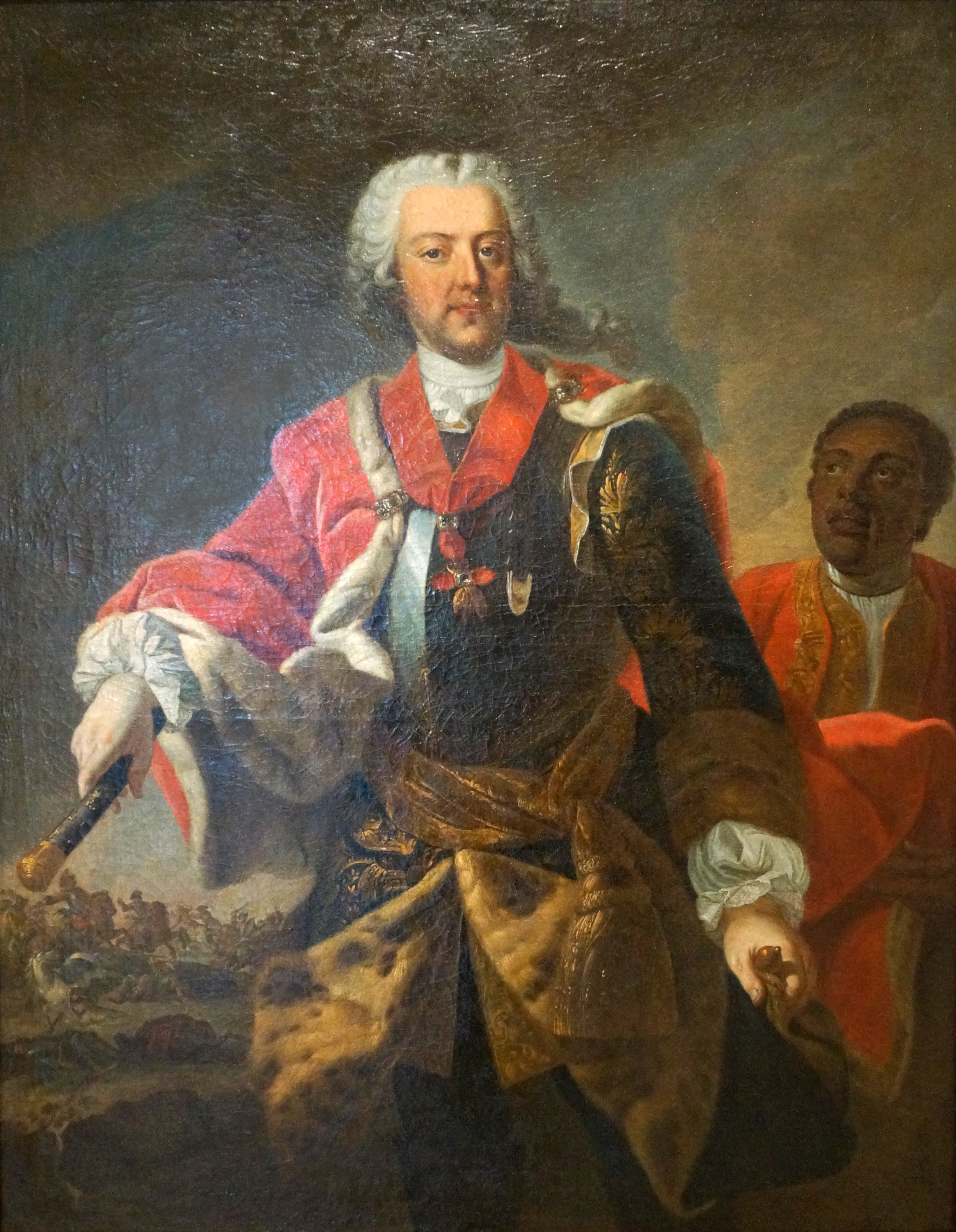
Принц Карл Александр Лотарингский (ошибочно называется портретом Карла V Лотарингского). Холст, масло. Музей изобразительного искусства, Нанси
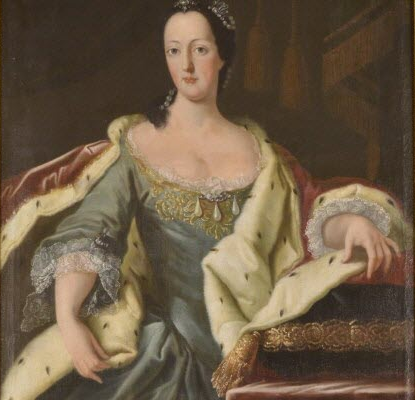
Анна Шарлотта Лотарингская. Холст, масло. Госпиталь святой Беатрисы, Ремирмон
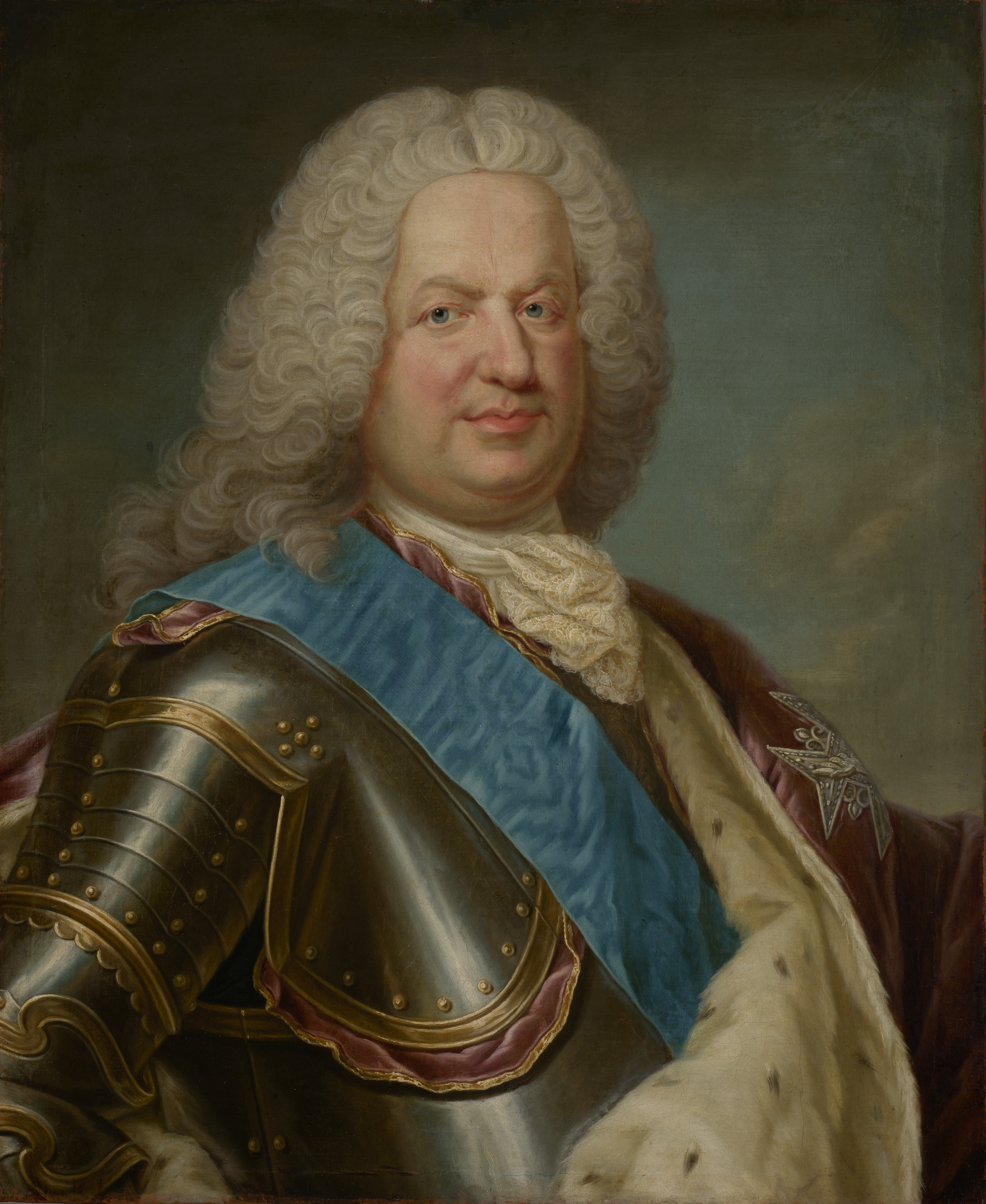
Станислав Лещинский. Между 1725 и 1750. Холст, масло. Национальный музей, Краков
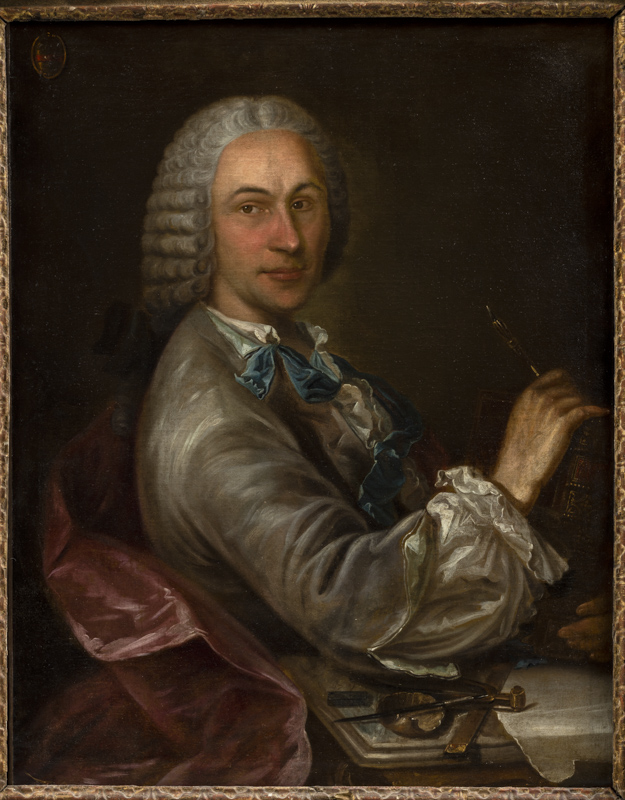
Портрет архитектора Эммануэля Эре де Корни. Холст, масло. Музей Лотарингии, Нанси
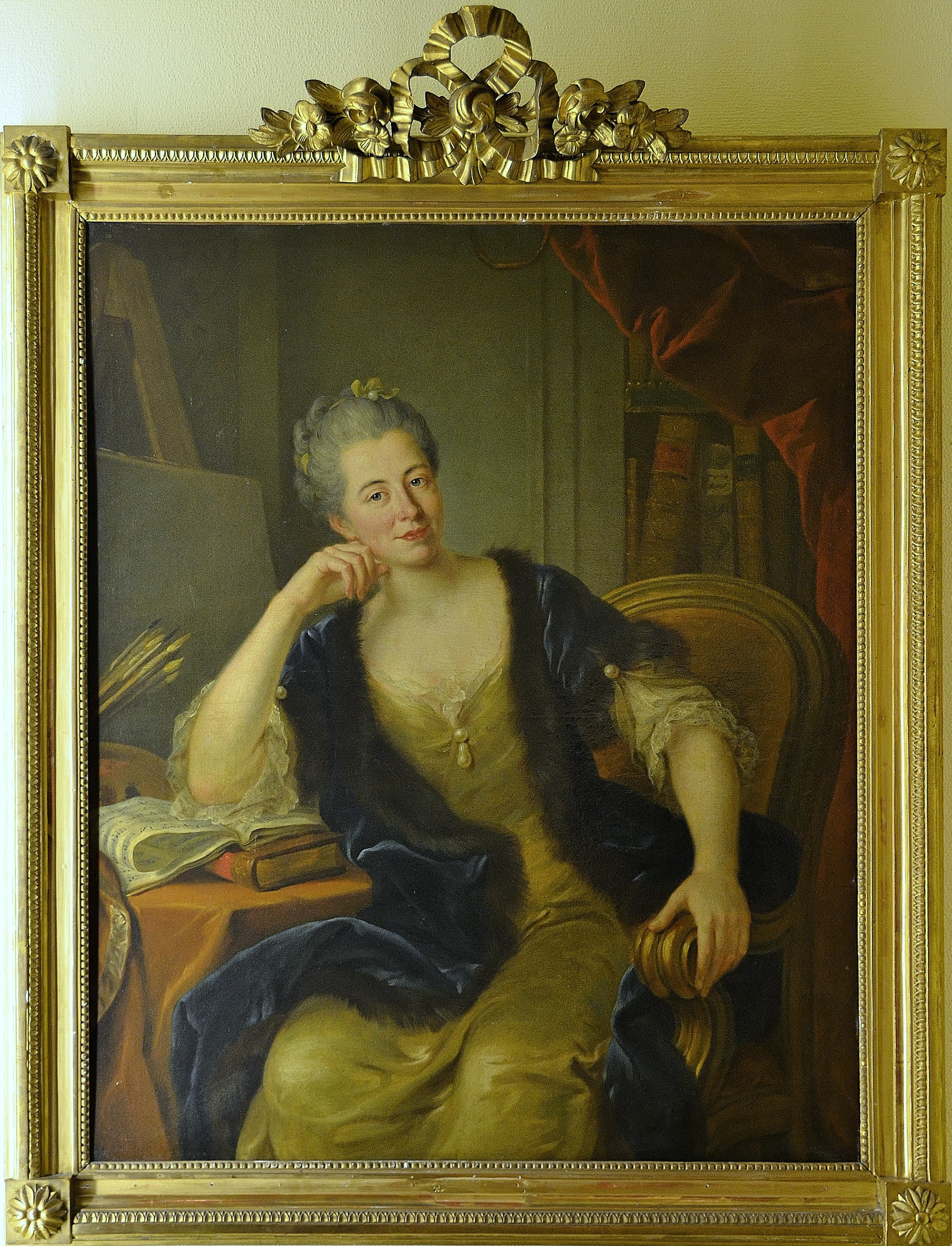
Луиза-Элизабет Дюфрен. Герцогский дворец, Нанси